# Katastrofa lotnicza w Asuanie
Katastrofa lotnicza w Asuanie – katastrofa lotnicza, która  wydarzyła się 20 marca 1969 roku. W jej wyniku Iljuszyn Ił-18D należący do linii United Arab Airlines rozbił się na lotnisku w Asuanie, zabijając 100 ze 105 osób na pokładzie. 

## Samolot
Maszyną obsługującą lot był Iljuszyn Ił-18D (nr rej.SU-APC) o numerze seryjnym 188011301. Samolot opuścił linię produkcyjną 1966 i do czasu katastrofy wylatał jedynie 128 godzin w powietrzu. 

## Przebieg lotu
Samolot odbywał nierozkładowy lot z Dżuddy do Asuanu, maszyna przewoziła muzułmańskich pielgrzymów, którzy wygrali pielgrzymkę do Mekki na loterii. W wyniku burzy piaskowej maszyna podjęła dwie nieudane próby lądowania. Podczas trzeciej próby podejścia samolot przechylił się w prawo i uderzył skrzydłem w ziemię około 1100 metrów przed progiem pasa. Samolot w wyniku zderzenia natychmiast stanął w płomieniach, zginęło 100 z 105 osób na pokładzie. Śledztwo wykazało, że przyczyną wypadku było zejście poniżej minimalnej bezpiecznej wysokości, a dodatkową przyczyną było zmęczenie pilotów.